# Reichsdeputationshauptschluss
Reichsdeputationshauptschluss var den sidste store lov, der blev vedtaget af Det tysk-romerske rige, og som indebar en radikal ændring i rigets territoriale struktur og magtfordeling. Den blev vedtaget den 25. februar 1803 af den tysk-romerske rigsdag i Regensburg. Dokumentets fulde navn var Hauptschluß der ausserordentlichen Reichsdeputation, som betyder «Slutrapport fra den ekstraordinære rigsdeputation», som var en komité nedsat af kejseren.

## Lovens indhold
Den største ændring som Reichdeputationshauptschluss medførte, var at næsten 120 rigsumiddelbare tyske stater forsvandt fra kortet med et pennestrøg. Så godt som alle gejstlige områder (rigsstifter) blev sekulariseret, og mange af de mindre verdslige territorier (bl.a. frie rigsstæder) blev mediatiseret. Konsekvensen var i begge tilfælde at deres områder blev slået sammen til større stater.

## Lovens forhistorie
I løbet af Revolutionskrigene havde Napoleon erobret de tysk-romerske territorier som lå på den venstre (vestre) side af Rhinen. Som sejrherre kunne Napoleon diktere fredsbetingelserne i freden i Campo Formio (1797) og freden i Lunéville (1801). Her fik han ikke bare anerkendt sine erobringer, men forpligtede herudover Det tysk-romerske rige til at kompensere de territorielle tab som tysk-romerske fyrster havde lidt på den venstre Rhinbred.
Reichsdeputationshauptschluss var en direkte konsekvens af denne forpligtelse. For at opnå målet, bestemte rigsdeputationen at de mindre rigsstænder skulle mediatiseres til fordel for fyrsterne som havde tabt områder vest for Rhinen. Rigsdagen godkendte loven i februar 1803.

## Lovens konsekvenser
Den mest alvorlige ændring var sekulariseringen af rigsstifterne. Gejstlige fyrster havde altid spillet en stor rolle i Det tysk-romerske rige, og havde ofte været kejserens vigtigste støttespillere. Reichsdeputationshauptschluss afskaffede samtlige rigsklostre. Af de 25 fyrstbispedømmer i riget blev 24 sekulariseret. Kun højstiftet Regensburg fortsatte at eksistere som gejstlig og rigsumiddelbart territorium, kombineret med ærkekansler- og kurfyrstetitlen som tidligere havde tilhørt ærkestiftet Mainz. Også højstiftet Salzburg fortsatte at eksistere, men som et verdsligt kurfyrstedømme, ikke som fyrstbispedømme. Dertil kunne Malteserordenen og Den tyske orden bevare nogle af deres besiddelser.
Rigslandsbyerne og 40 af 46 frie rigsstæder led samme skæbne, dvs. blev givet til rigsfyrster eller -grever. De eneste frie rigssteder som overlevede Reichsdeputationshauptschluss som rigsumiddelbare territorier, var Augsburg, Bremen, Frankfurt, Hamburg, Lübeck og Nürnberg.
Disse ændringer forskød magtbalancen i riget til fordel for de større fyrstedømmer (frem for alt Bayern, Baden og Württemberg). Videre mistede de katolske rigsstænder deres flertal i rigsdagen. Alt dette førte til en svækkelse af kejserens position. Denne svækkelse havde nok været et af Napoleons mål. Den førte i sidste instans også tre år senere til grundlæggelsen af Rhinforbundet – som bestod af franske marionetstater – og til opløsningen af Det hellige romerske rige af den tyske nation/Det tysk-romerske rige..

## Lovens ordlyd
Hele Reichsdeputationshauptschluss kan læses i fuldtekst (på tysk) på naboprojektet wikisource.